# Ross Collinge
Ross Hounsell Collinge (født 21. november 1944 i Lower Hutt, New Zealand) er en newzealandsk tidligere roer og olympisk guldvinder.
Collinge vandt en guldmedalje ved OL 1968 i Mexico City, som del af den newzealandske firer med styrmand. Fire år senere, ved OL 1972 i München, vandt han en sølvmedalje i firer uden styrmand.
Collinge vandt desuden en VM-bronzemedalje i otter ved VM 1975 i Nottingham.

## OL-medaljer
- 1968:  Guld i firer med styrmand
- 1972:  Sølv i firer uden styrmand